# Bronisław Oranowski
Bronisław Oranowski (ur. bd. zm. ok. 1939) – polski aktor teatralny i filmowy, reżyser teatralny, dyrektor teatrów.

## Życiorys
Początkowo pracował jako urzędnik w fabryce. Jako aktor debiutował w 1901 roku, występując m.in. w Suwałkach oraz Łomży. W kolejnych latach występował w  Lublinie (1902–1903), Dąbrowie Górniczej (1903), Łodzi (1905–1906, 1908–1909) oraz Wilnie (1906–1908, 1909–1910). W latach 1910–1911 był dyrektorem Teatru Polskiego w Wilnie, a następnie - w latach 1911–1913 - kierował wileńskim Teatrem Letnim. Dyrekcje te przyniosły mu znaczne straty finansowe. Przeniósłszy się do Lublina, prowadził tutaj Teatr Popularny (1914), a następnie wydzierżawił na sezon 1914/1915 tamtejszy Teatr Wielki. Ostatecznie jednak, w latach 1914–1917 występował w Warszawie (Teatr Polski 1914–1915, 1917–1918, Teatr Ludowy 1915 (także reżyseria), Teatr Nowoczesny 1915–1916).
W latach 1920–1921 przebywał na Górnym Śląsku, występując w zespole Górnośląskiego Teatru Ludowego (m.in. w Katowicach i Bytomiu). Następnie grał w teatrze Reduta (1922–1924) i prowadził objazdowy zespół teatralny (1924–1927), występujący na Kresach. Następnie powrócił do Warszawy, gdzie występował w Teatrze Narodowym (1927–1930), Teatrze Letnim (1927–1930, 1933–1934) oraz w zespole Reduty (1936).

## Filmografia
- Obrona Częstochowy (1913) - Andrzej Kmicic
- Bóg wojny (1914) - książę Józef Poniatowski
- Kobieta, która widziała śmierć (1919)
- Pan Twardowski (1921) - Pan Twardowski
- Karczma na rozdrożu (1923) - skrzypek
- Skrzydlaty zwycięzca (1924)
- Prokurator Alicja Horn (1933) - przewodniczący sądu
- Przeor Kordecki – obrońca Częstochowy (1934) - hrabia Weyhardt-Wrzeszczowicz
- Córka generała Pankratowa (1934) - oficer w Belwederze
- Wierna rzeka (1936) - generał rosyjski, gość na koncercie fortepianowym
- Róża (1936)
- O czym marzą kobiety (1937)
- Kościuszko pod Racławicami (1938)